# Rich Communication Services
Rich Communication Services (RCS) è un protocollo di telefonia mobile che punta a sostituire gli SMS, arricchendoli di funzionalità come la possibilità di inviare elementi multimediali.
È conosciuto anche coi nomi commerciali Advanced Messaging, Advanced Communications, joyn, Message+ e SMS+.

## Specifiche
RCS combina diversi servizi di 3GPP e Open Mobile Alliance (OMA). Ad esempio, fa uso dell'architettura IMS di 3GPP per gestire autenticazione, autorizzazione, registrazione, tariffazione e routing.
Alcuni servizi che fanno parte delle specifiche RCS sono:
- Messaggistica istantanea
- Chat 1-a-1
- Chat di gruppo
- Trasferimento di file
- Condivisione dei contenuti
- Stato online
- VoIP
- Videochiamate
- Condivisione della posizione
- Messaggi audio
- Blacklist
- SIP

Spesso è possibile implementare alcuni servizi in vari modi, causando difficoltà per l'interoperabilità tra i diversi gestori di telefonia. Lo scopo delle specifiche RCS è di definire uno standard comune per semplificare la compatibilità tra gli operatori.

## Diffusione
Alcuni operatori che supportano lo standard RCS sono AT&T, Bell Mobility, Bharti Airtel, Deutsche Telekom, Jio, KPN, KT Corporation, LG U+), Orange, Orascom Telecom, Rogers Communications, SFR, SK Telecom, Telecom Italia, Telefónica, Telia Company, Telus, Verizon e Vodafone.
L'Universal Profile ha 60 sostenitori:
- 47 operatori: Advanced Info Service, América Móvil, AT&T Mobility, Axiata, Beeline, Bell Mobility, Bharti Airtel, China Mobile, China Telecom, China Unicom, Claro Brazil, Claro Colombia, Deutsche Telekom, Etisalat, Globe Telecom, Indosat Ooredoo, KPN, M1 Limited, MegaFon, Millicom, MTN Group, MTS, Optus, Orange S.A., Telecom Argentina, Telecom Argentina, Play, Jio, Rogers Communications, Singtel, Smart Communications, Sprint Corporation, StarHub, Telcel, Tele2, Telefónica, Telenor, Telia Company, Telkomsel, Telstra, Telus, TIM, T-Mobile US, Turkcell, Verizon Communications, VEON, e Vodafone.
- 11 OEM: Alcatel, Asus, Huawei, General Mobile, HTC, Intex Technologies, Lava International, LG Electronics, Motorola, Samsung Electronics e ZTE.
- 3 fornitori di sistemi operativi mobili: Apple, Google e Microsoft.